# 小樱桃
《小樱桃》是在央视播的动画，漫画图书由湖南少年儿童出版社出版。。《小樱桃·拯救天使》则获金龙奖最佳儿童漫画奖。。主角小樱桃是樱桃小学四年级一班的学生，是个女生。《小樱桃》漫画作品32000幅。。